# Безымянное (озеро, Красноярский край)
Безымянное — озеро в России, расположено на территории Туруханского района Красноярского края. Площадь зеркала озера — 1,44 км². Площадь его водосборного бассейна — 6,5 км².
Озеро находится у реки Большая Черёмуховая, в 13 километрах ниже по течению от устья реки Болванной на высоте 44 метра над уровнем моря. Имеет округлую форму. Юго-западный и северо-восточный берега озера заболоченные, безлесые. Западный — покрыт берёзово-лиственничным лесом. С востока к озеру примыкает урочище Длинный Остров, вытянутое в направлении север — юг. Из северо-западной части озера вытекает безымянный ручей, впадающий в Большую Черёмуховую. С юго-запада впадает речка, протекающая через болота.
Код водного объекта — 17010800211116100004048.